# Platja de Peña Doria
La platja de Peña Doria és una platja aïllada, excepte en la baixamar que s'uneix amb la Platja de la Cueva i envoltada de penya-segats, està situada en el concejo asturià de Cudillero i pertany a la localitat de Oviñana. La platja està protegida dins del paratge natural de la costa occidental i està catalogada com a Paisatge protegit, ZEPA i LIC.

## Descripció
És una platja de pedres, amb fort onatge, la qual cosa la fan poc adequada per al bany.
Para la seva localització cal arribar a un dels dos nuclis de població més propers que són Oviñana i Riego de Abajo. L'accés és el mateix que per la platja veïna per l'occident que és la Platja de La Cueva i la baixada és per un altre camí, també similar al camí en ziga-zaga d'accés a de la Cueva.
No té cap mena de serveis i es pot portar la mascota. Les activitats recomanades són la pesca submarina i la recreativa a canya. Es recomana prendre's amb calma la baixada i pujada del llarg camí en ziga-zaga fins a la platja.